# マネートレイン

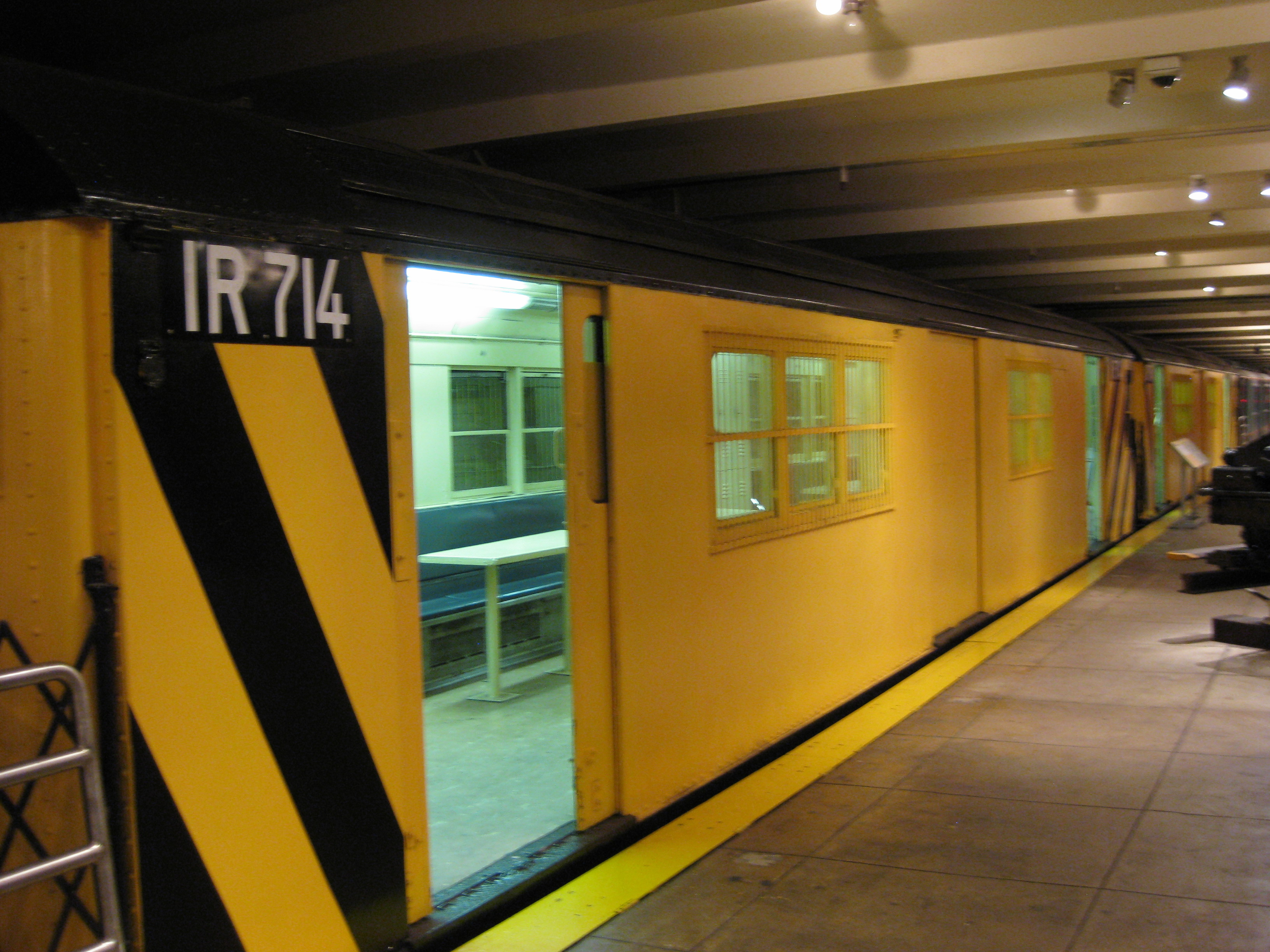
ニューヨーク交通博物館に展示されているマネートレイン

マネートレイン (money train) とは駅での売上金を運搬するための現金輸送列車である。

## 概要
主に地下鉄路線において、1両ないし複数両の車両により運行される列車で、その路線の各駅の売上金を運搬する。列車には鉄道警察が乗務し、現金は専用の袋に入れられて車内に積まれる。
地下鉄は通常、地下に駅舎があるため、売上金の回収を地上道路から行うことは警備上問題が多かった。そのため地下鉄の列車に売上金を積むことが考案された。

## 歴史
1905年、アメリカ合衆国ニューヨーク州ニューヨーク市の地下鉄で最初のマネートレインが運行された。翌1906年にシステム化された。
1995年にはアメリカでマネートレインを題材にした映画「マネートレイン」が制作された。
2006年1月、ニューヨーク地下鉄で最後のマネートレインが運行され、同年廃止された。
2023年時点で、ワシントンメトロでの運行が確認されている。

## ペイ・カー
現金を輸送する事業用鉄道車両には、売り上げを回収することを目的とするマネートレインの他に、職員に配る給料を輸送するペイカー（pay car）と呼ばれる車両が存在する。
オーストラリアのニューサウスウェールズ州営鉄道では、1938年に「ペイバス（pay bus）」と呼ばれるレールバスを改造した車両が導入され、2週間おきに各地を巡回して駅係員や保線員に給料を支払った。これらは電子決済の導入により1988年ごろに廃止された。記録されている最後のペイバスを使った給料の配達は1986年4月1日のものである。